# ダチョウ王国
ダチョウ王国（ダチョウおうこく）は、日本の観光牧場である。茨城県石岡市に本社を置く常南グリーンシステム株式会社（じょうなんグリーンシステム）が運営する。

## 施設概要
茨城県石岡市半の木に複合型施設として存在している。かつては、千葉県袖ケ浦市上泉に「袖ケ浦ファーム」があった（2020年11月30日に閉園）。ダチョウを中心とした鳥や動物たちと触れ合える体験型の施設となっており、ダチョウ王国という名前だけあってダチョウやエミューが中心ではあるが、ダチョウ以外の動物も飼育されている。また、ファームにはブランコや滑り台などの遊具がある。
ファームにはダチョウがおおよそ200羽飼育されており、ダチョウ飼育数では日本最大数である。ファームではダチョウ王国で飼育されたダチョウの肉や卵をBBQ等で食べることができる。ダチョウ肉や卵や羽根やオーストリッチバッグの販売もしている。
ダチョウ王国の動物たちのほとんどすべてにエサやりやふれあうことができ、ほぼすべての動物たちの柵内に入ることができる。
東日本大震災後は、被災地である名取市、石巻市、会津若松市などへ移動動物園をボランティアで行っている。
ダチョウ王国の動物たちはすべて移動動物園で連れていくことができ、首都圏を中心に様々な移動動物園やイベントを実施している。
2020年11月30日、袖ヶ浦ファームが閉園した。前年秋、房総半島を襲った大型台風で施設損壊、さらに新型コロナウイルス感染拡大の影響を受け1カ月以上の臨時休業を余儀なくされ苦境に追い込まれていた。施設は次のオーナーも決まり、12月5日には「袖ヶ浦ふれあいどうぶつ縁」として開園する。動物達のほとんどは引き継がれ、現在の場所で飼育される。

## 飼育されている動物たち
ダチョウ、エミュー、アルパカ、アヒル、アイガモ、ニワトリ、シチメンチョウ、ひよこ、猫、ウサギ、羊、山羊、ロバ、ポニー、クジャク、カピバラ、フクロウ、コンゴウインコ、鷹、ヘビ、トカゲなど、多種にわたる動物が飼育されている。
（入園料は入り口にあるレストラン・土産売り場のある建物で支払う。なお、フクロウやコンゴウインコ、カピバラ、猫、ウサギ等がいるファームには追加入園料が必要となる。）

## ゲル
ファームの駐車場横にはモンゴルの住宅ゲルがある。直径12メートル、高さ7メートル、採光飾り窓を含めると10メートル強で、国内最大級のものである。かつて王国セラピー（酵素風呂）があった際に、受付・休憩所として使われていた。王国セラピーは現在は閉鎖され、今もゲルは残ってはいるが使用されていない。

## 利用情報
- 営業時間

10：00～17：00（冬季：10：00～16:00）